# Săcășeni
Săcășeni (węg. Érszakácsi) – wieś w Rumunii, w okręgu Satu Mare, w gminie Săcășeni. W 2011 roku liczyła 1013 mieszkańców. 